# Bermann-Fischer Verlag
Bermann-Fischer Verlag est une maison d'édition de langue allemande fondée à Vienne en 1936 puis à Stockholm par Gottfried Bermann Fischer pour publier des écrivains interdits dans l'Allemagne nazie.

## Histoire
Après la prise du pouvoir par les Nazis en 1933, la situation de S. Fischer Verlag, jusque-là une des maisons d'édition les plus importantes en Allemagne, devient précaire. Nombre de livres et d'auteurs interdits par le régime sont publiés par Fischer. En 1934, le fondateur Samuel Fischer décède. La gestion de l'entreprise est entre les mains de Gottfried Bermann Fischer, époux de la fille de Samuel, Brigitte.
Un nouvel éditeur Peter Suhrkamp est engagé à l'automne 1933. La politique de la maison est de continuer à publier sans s'attirer les foudres de la censure nazie. C'est ainsi que les deux premiers volets de Joseph et ses frères de Thomas Mann, pourtant en exil, peuvent encore paraître en Allemagne. 

### Vienne
En 1936, la pression du pouvoir se fait grandissante. Bermann Fischer décide de scinder l'entreprise en deux branches. Suhrkamp prend la direction des activités en Allemagne. Un second Fischer Verlag est créé par Bermann Fischer à Vienne qui récupère un stock de 800 000 livres imprimés mais qui ne peuvent plus être distribués en Allemagne. Le nouvel éditeur se tourne vers les marchés tchécoslovaque et polonais.

### Stockholm
L'Anschluss et l'entrée de la Wehrmacht en Autriche bouleversent cette situation. Bermann Fischer et sa famille fuit vers l'Italie puis vers Zurich, abandonnant tous ses biens, ainsi que des centaines de milliers d'ouvrages entreposés.
En avril 1938, Bermann Fischer recrée sa maison d'édition à Stockholm en Suède, grâce à la participation de l'éditeur suédois, Bonnier. Il s'associe avec Allert de Lange et Querido à Amsterdam pour créer un réseau de distribution commun alors que l'invasion de l'Autriche, puis de la Tchécoslovaquie réduisent le marché germanophone ouvert aux publications de l'exil.
En 1939, la situation en Suède devient difficile pour Bermann Fischer. Le pays est officiellement neutre mais a passé un accord sur la vente de minerais à l'Allemagne nazie. En 1940, la Norvège tombe aux mains d'Hitler. Bermann Fischer est arrêté et emprisonné au motif d'activités menées contre l'Allemagne. Libéré le 22 juillet, il fuit avec sa famille par la seule voie possible, l'URSS et l'Asie pour s'installer à New York. La maison d'édition de Stockholm, possédée à moitié par Bonnier, continue de fonctionner pendant la Seconde Guerre mondiale.

## Auteurs publiés
- Hugo von Hofmannsthal
- Marta Karlweis
- Annette Kolb
- Mechtilde Lichnowsky
- Thomas Mann
- Robert Musil
- Franz Werfel
- Carl Zuckmayer
- Stefan Zweig

## Sources
- (de) Reiner Stach, 1986, 100 Jahre S. Fischer Verlag 1886-1986. Kleine Verlagsgeschichte, Francfort, S. Fischer Verlag